# 성 요한의 날

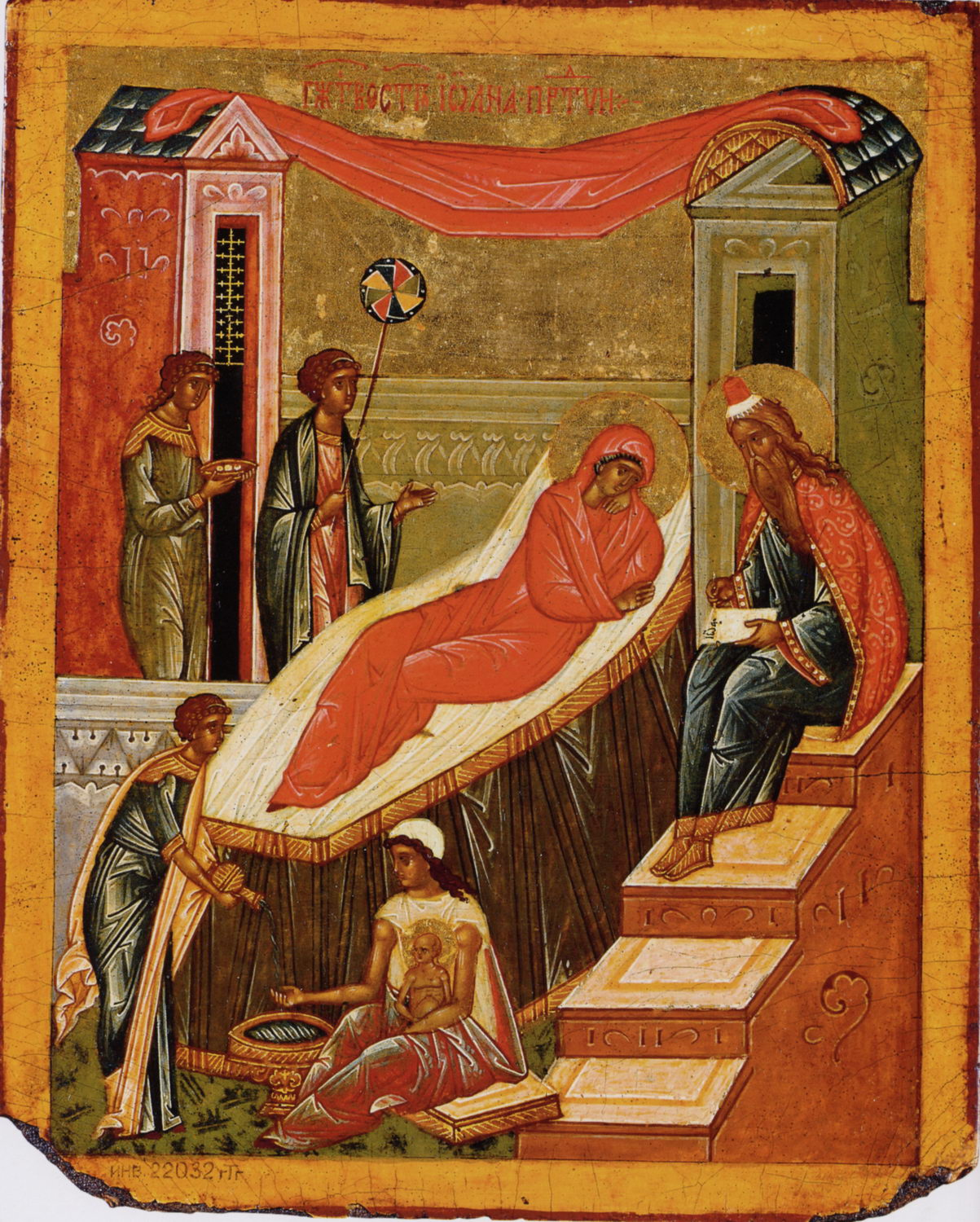
성 요한의 날의 러시아 이콘

성 요한의 날, 산 후안 축제, 세례 요한의 탄생일(Nativity of John the Baptist)은 기독교 축일이다. 해마다 6월 24일에 관찰된다. 세례 요한의 탄생일은 로마 가톨릭교회, 동방 정교회, 성공회, 루터교회에서 지키는 고위 전례 축일이다. 세례 요한의 탄생에 관한 유일한 성경 기록은 누가복음에 나온다.

## 중요성
기독교인들은 오랫동안 세례 요한의 삶을 예수 그리스도의 재림을 위한 준비로 해석해 왔으며, 신약성서에 기록된 그의 탄생 상황은 기적적이다. 복음서에서 요한의 중추적인 위치는 누가가 그의 탄생을 알리는 것과 사건 자체를 강조하는 것에서 볼 수 있는데, 둘 다 예수의 생애에서 동일한 사건과 평행을 이룬다.
세례 요한의 탄생에 관한 유일한 성서 기록은 누가복음에 나온다. 요한의 부모인 유대 제사장인 사가랴 또는 사가랴와 엘리사벳은 자녀가 없고 둘 다 해산할 수 없는 나이였다. 스가랴는 예루살렘 성전에서 순회 봉사할 때 제비를 뽑아 성소 금제단에 분향하도록 뽑혔다. 가브리엘 대천사가 그에게 나타나 그와 그의 아내가 아이를 낳을 것이며 그 이름을 요한이라 하라 하였으니 그 이름은 사가랴와 엘리사벳의 집에서는 낯설더라. 사도행전 4:6은 오순절 이후 사도들의 설교에 도전한 대제사장들 중 "요한"(또는 "요나단", "요한"과 "나단"을 합친 이름)을 언급하므로 그 이름은 더 넓은 제사장들 사이에서 알려지지 않았다. 그러나 사가랴는 가브리엘의 말을 믿지 않았기 때문에 요한이 태어날 때까지 말을 못하게 되었다. 그 때 친족들이 아이의 이름을 아버지의 이름으로 짓고 싶어 즈가리야가 “그의 이름은 요한이다”라고 썼고 그 후 말을 할 수 있게 되었다(눅 1:5~25, 1:57~66). 스가랴는 하나님의 명령에 순종한 후 예언의 은사를 받았고, 예수의 미래 사역을 예언했는데, 이 예언이 베네딕투스 찬가의 본문을 구성했다.